# Бенуа, Мари-Гийемин
Мари́-Гийеми́н Бенуа́ (фр. Marie-Guillemine Benoist; 18 декабря 1768[…], Париж — 8 октября 1826, Париж) — французская художница.

## Биография
Мари-Гийемин Бенуа родилась в Париже в семье государственного чиновника и дипломата, который к концу своей жизни был назначен французским консулом в Роттердаме, где и умер в 1798 году.
Её профессиональная подготовка в качестве художницы началась в 1781 году под руководством Элизабет Виже-Лебрен. В 1786 году она поступила на обучение в мастерскую Жака-Луи Давида вместе со своей сестрой Мари-Элизабет.
В 1791 году она впервые выставила на ежегодном Парижском салоне свою картину «Психея прощается со своей семьей». Ещё одна из её картин этого периода, «Невинность между Добродетелью и Пороком», также была написана на мифологический сюжет, однако демонстрировала и некоторые оттенки личных взглядов художницы: «Порок» представлен мужчиной, хотя традиционно его представляли в образе женщины.
В 1793 году Мари-Гийемин вышла замуж за адвоката Пьера-Венсана Бенуа.
В 1800 году она выставила на Парижском салоне  «Портрет негритянки» («Portrait d’une négresse»). Эта картина позднее, в 1818 году, была приобретена Людовиком XVIII, королём Франции.
Мари-Гийемин создала ряд портретов выдающихся людей своего времени. Портрет Элизы Бонапарт, сестры императора Наполеона и княгини Лукки был выполнен около 1805 года. Другой важный заказ — портрет Наполеона Бонапарта, в то время — первого консула, был получен ею в 1803 году. Этот портрет создавался для города Гент, который Австрия вновь уступила Франции по Люневильскому мирному договору в 1801 году и до сих пор находится в городской ратуше.
Другим знаком отличия для неё как художницы стало награждение Золотой медалью Парижского салона 1804 года. Примерно в те же годы она открыла студию по художественному обучению женщин.
В период Реставрацией Бурбонов, её муж, убежденный роялист граф Бенуа был назначен в Государственный совет. Несмотря на то, что Мари-Гийемин находилась в это время на пике популярности, она была вынуждена отказаться от своей карьеры как художницы, так и устроительницы выставок, в связи со своими семейными обязанностями.

## Галерея

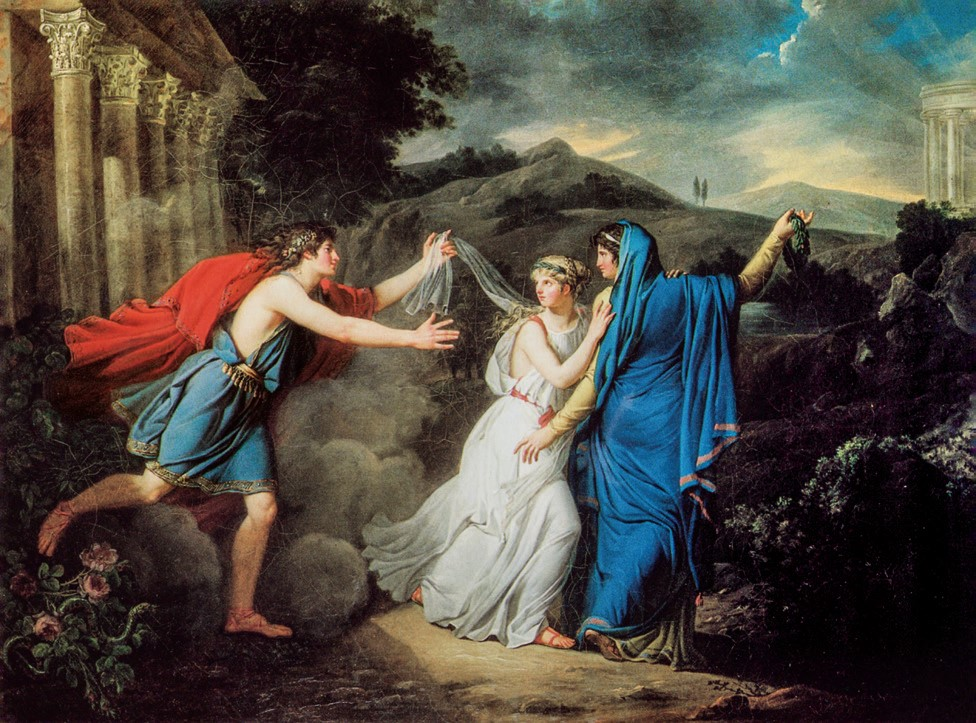
Невинность между Добродетелью и Пороком, 1790, Частное собрание.
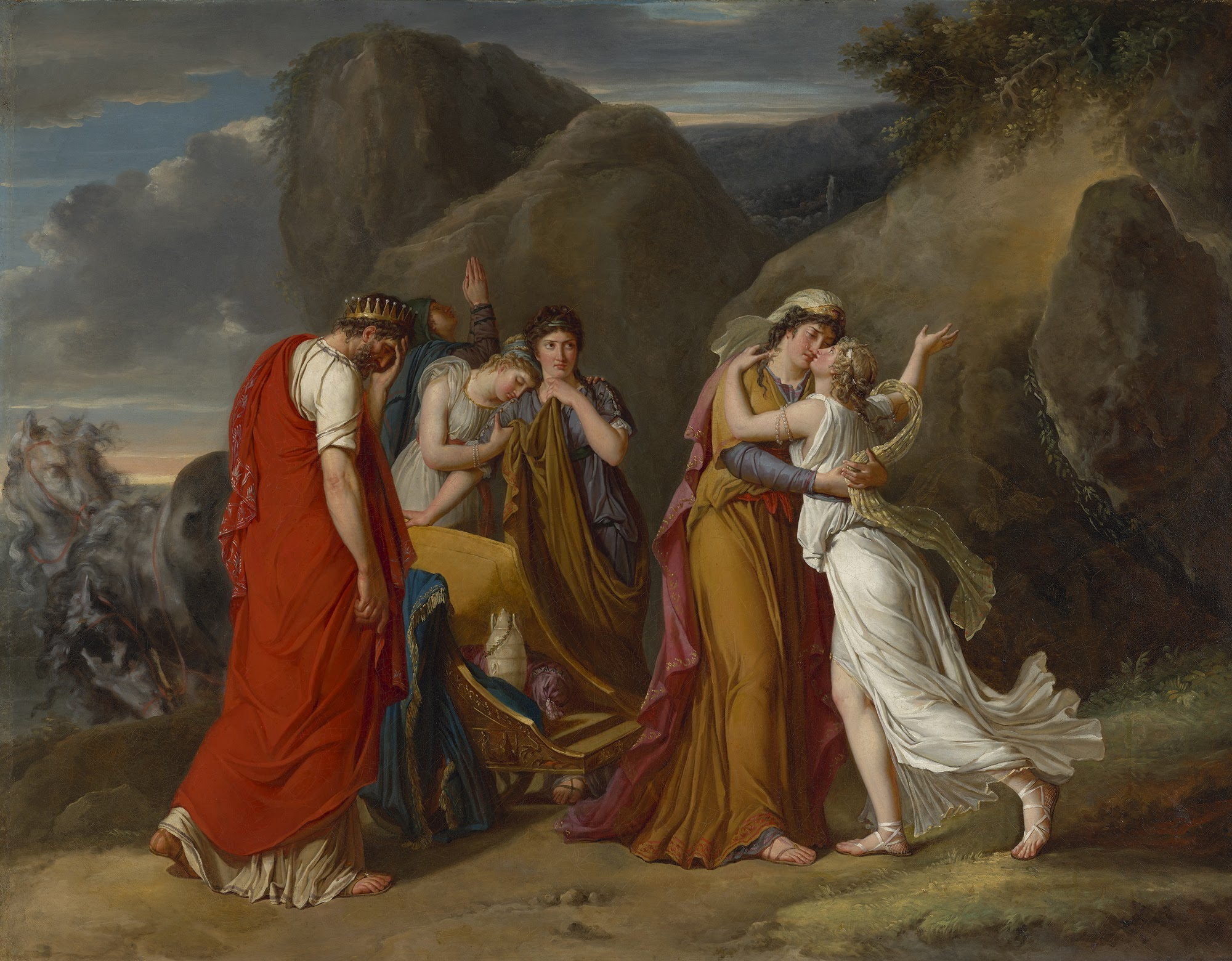
Психея прощается со своей семьей, 1791, Музей изобразительных искусств Сан-Франциско.
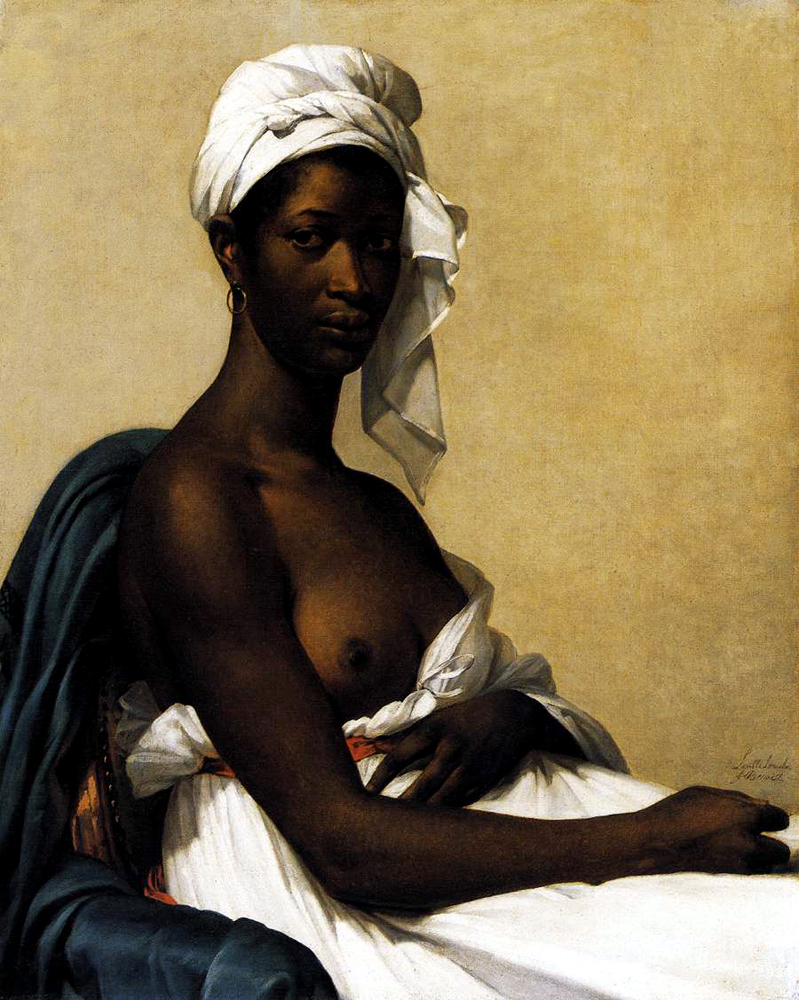
Портрет негритянки  («Portrait d’une négresse»), 1800, Лувр.
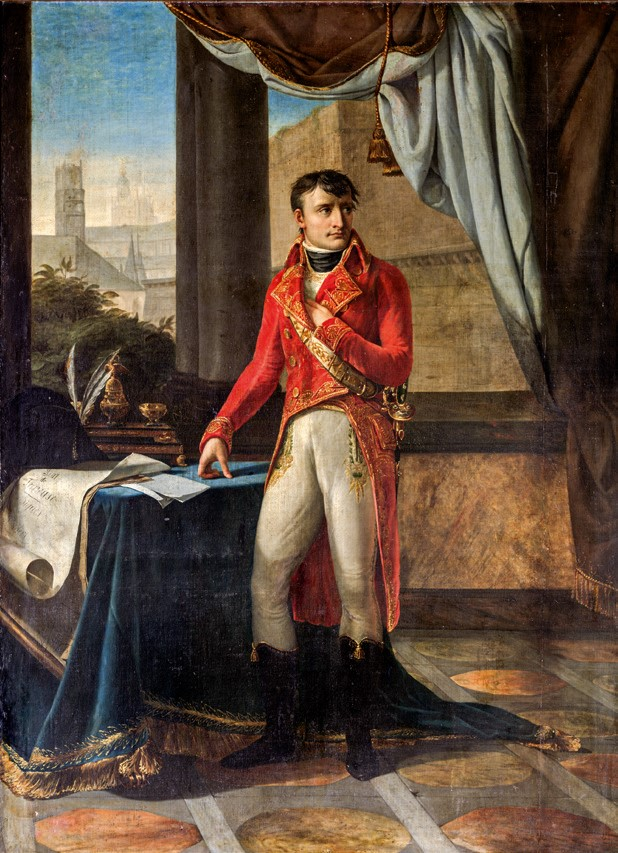
Наполеон Бонапарт — первый консул, 1804, Ратуша Гента.
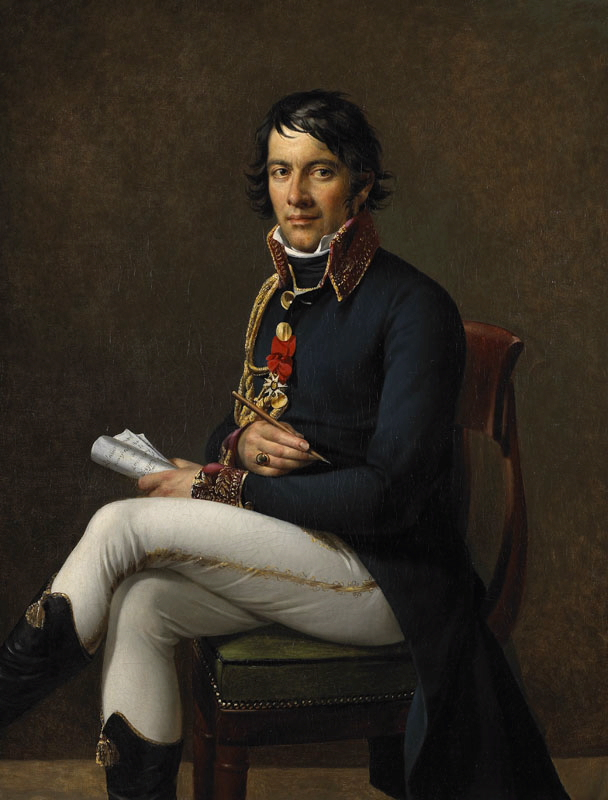
Портрет барона Ларрея — главного хирурга наполеоновской армии, 1804, Музей августинцев, Тулуза.
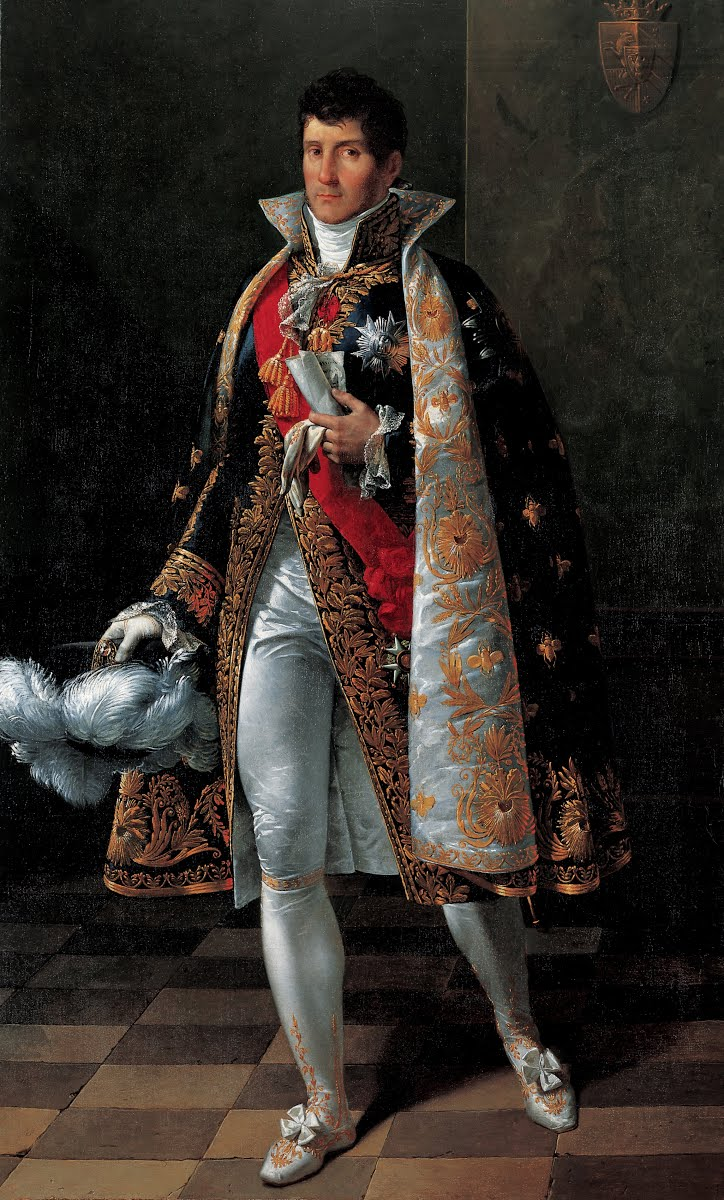
Портрет генерала Феликса Баччиоки, зятя Наполеона (мужа его сестры Элизы), 1806, Музей Наполеона (Рим)
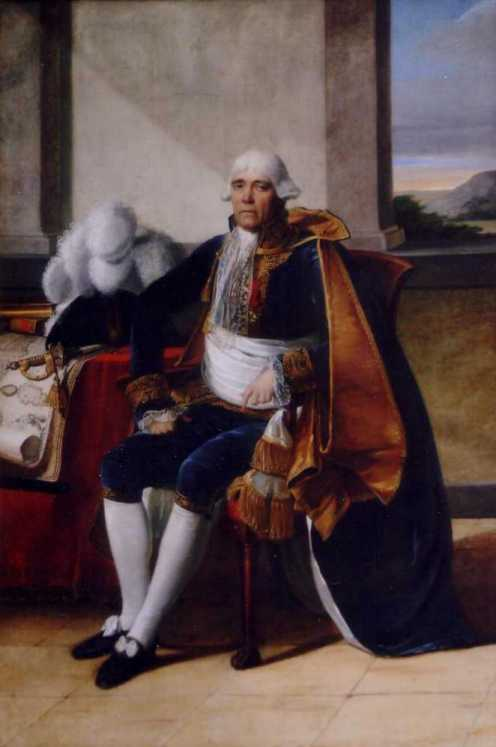
Портрет генерала Рафаэля Казабьянки, 1807, Музей барона Жерара, Байё, Нормандия.
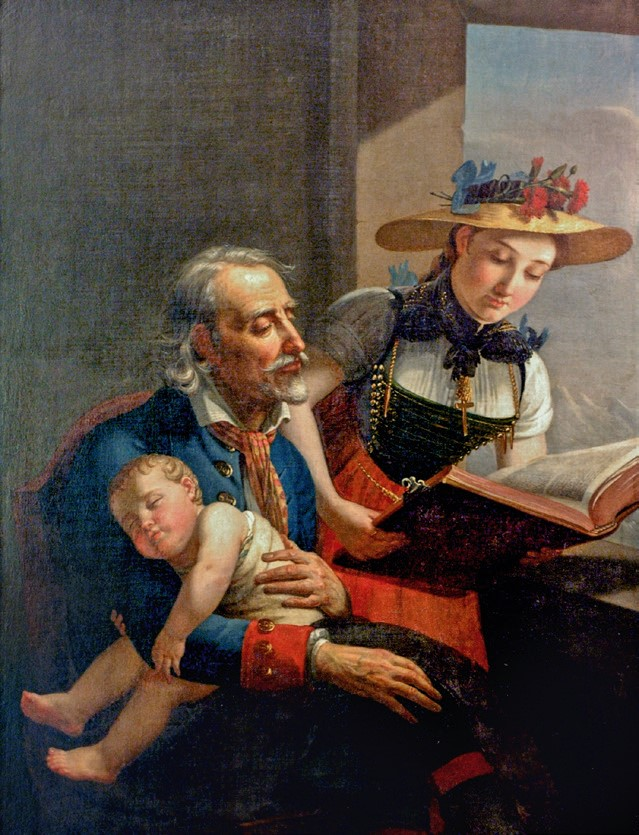
Семья за чтением библии, 1810, Музей Лувье (Лувье).